# Prins van Wales

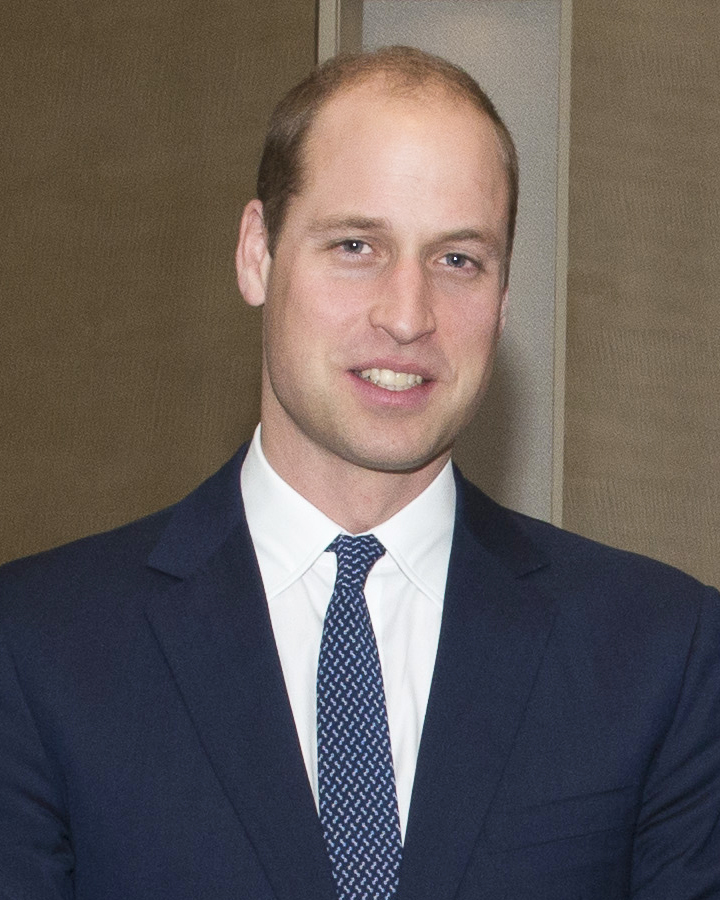
William, de huidige prins van Wales

De titel prins van Wales is een dynastieke titel die is voorbehouden aan de Britse troonopvolger.
Het oudste kind van een regerende Britse koning of koningin is niet automatisch prins van Wales. De koning verleent de titel op een tijdstip naar zijn keuze.
Aan de titel is geen inkomen of bezit verbonden. Het inkomen van de troonopvolger wordt betaald uit de inkomsten van andere bezittingen, meestal het hertogdom Cornwall.
Bij een huwelijk zal de echtgenote van de prins van Wales de titel prinses van Wales krijgen. De titel kon tot 2015 niet aan de oudste dochter van de koning verleend worden, ook al stond zij bovenaan de lijst van troonopvolging. In 2015 werden de afspraken van het Perth Agreement van kracht waardoor de titel van prins van Wales in de toekomst kan worden verleend aan het oudste kind van het staatshoofd ongeacht het geslacht van het kind. 
Voor koning Charles III, de voorlaatste prins van Wales, werd een nieuwe en zeer modern uitziende kroon vervaardigd. Sinds 9 september 2022 is prins William prins van Wales. Zijn echtgenote Catherine draagt de titel prinses van Wales.

## Blazoen

Het volledige wapen van Charles, de voorlaatste prins van Wales. Onderaan staat de wapenspreuk Ich dien, en linksonderin de zogenaamde Prince of Wales's feathers.

De prinsen van Wales voeren een herkenningsteken, een zogenaamde badge met drie struisvogelveren (de "Prince of Wales's feathers", letterlijk de "veren van de prins van Wales") en de wapenspreuk Ich dien. 
Het blazoen vindt zijn oorsprong bij de Slag bij Crécy in 1346. Jan de Blinde, de koning van Bohemen, vocht aan de zijde van de Fransen en sneuvelde. Hij droeg tijdens de slag struisvogelveren op zijn helm. Die werden door de Engelse koning Eduard III aan zijn zoon geschonken. Ook zou hij de wapenspreuk Ich dien gevoerd hebben. De struisvogelveren en de wapenspreuk zijn nog steeds te zien in het blazoen van de prins van Wales.

## De eerste prinsen van Wales

De Prince of Wales's feathers.

De titel prins van Wales (Welsh: Tywysog Cymru, letterlijk leider van Wales) werd voor het eerst gevoerd door Llywelyn de Grote, de koning van Gwynnedd, het krachtigste onder de vele Welshe vorstendommen. Deze titel werd hem verleend door de Engelse koning Hendrik III. De titel suggereert een politieke eenheid die voor Wales in feite nooit bestaan heeft. Na hem werd de titel gevoerd door zijn zoon Dafydd ap Llywelyn en vervolgens door zijn neef Llywelyn the Last. Deze laatste kwam in 1282 om tijdens de strijd tegen de Engelse koning Eduard I en wordt daarom beschouwd als de laatste inheemse prins van Wales. Sommigen menen echter dat Owain Glyndwr, die tussen 1400 en 1409 tevergeefs trachtte Wales onafhankelijk te maken, als de laatste inheemse prins gezien moet worden.
Daarna, in 1284, vestigde Eduard I met het Statuut van Rhuddlan het directe gezag van de Engelse kroon over het prinsdom Wales. Dat besloeg toen slechts het noorden van het huidige Wales. De prinselijke titel werd gekoppeld aan de eerstgeboren zoon van de Engelse koning. Toen de latere koning Eduard II, zoon van Eduard I, als eerste van het Engelse koningshuis in 1301 in Caernarfon de titel van prins van Wales kreeg, was de boodschap dat de dagen van onafhankelijkheid van de Welsh voorbij waren. Eduard I zou de inwoners van Wales hebben willen paaien door hun een prins te beloven die in Wales geboren was, en nooit een woord Engels had gesproken. De kroonprins was nog maar kort daar voor, op 25 april 1284, in Caernarfon geboren. Dit laatste verhaal is echter uit de duim van een zestiende-eeuwse auteur gezogen, de Welshe priester David Powel. 
De volgende prins van Wales was zijn kleinzoon Eduard, de Zwarte Prins. Deze prins van Wales werd echter nooit koning, want hij overleed vóór zijn vader Eduard III. Diens zoon Richard II volgde zijn grootvader op en was de laatste prins van Wales uit de hoofdtak van het huis Plantagenet.

## De huizen Lancaster en York
Richard II wordt gedwongen de troon af te staan aan zijn neef Hendrik IV van Lancaster. Deze Hendrik is koning in periode 1399-1413, waarbij diens zoon Hendrik de titel krijgt. Zijn zoon Hendrik VI is echter nooit prins van Wales geweest, omdat hij na de dood van zijn vader is geboren en derhalve meteen koning werd.
De volgende prins, Eduard van Westminster, sneuvelt in de slag bij Tewkesbury. Als het huis York aan de macht is gekomen wordt de zoon van Eduard IV prins van Wales.
Na de machtsovername van Richard III wordt diens zoon, Eduard van Middleham, prins, maar ook hij overlijdt voor zijn vader.

## De Tudors
Als Hendrik VII een einde aan de Rozenoorlogen heeft gemaakt krijgt zijn zoon Arthur de titel. Na diens vroege dood wordt de titel toegekend aan zijn broer Hendrik.
Diens zoon Eduard VI is de volgende drager van de titel. Aangezien zijn opvolgsters geen kinderen hadden bleef de titel voorlopig vacant. 

## De Stuarts
Als de Schotse koning Jacobus VI in 1603 de troon bestijgt komt er weer een prins van Wales: zijn zoon Hendrik Frederik Stuart. Deze overlijdt echter voortijdig, waarna de titel overgaat op zijn broer Karel.
Vervolgens wordt diens zoon Karel prins. Na diens troonsbestijging blijft de titel vooralsnog vacant, omdat hij geen wettige kinderen had. Als zijn broer en opvolger Jacobus II van Engeland een zoon krijgt, wordt deze weliswaar prins van Wales, maar hij raakt de titel weer kwijt door de afzetting van zijn vader in 1689.

## De Hannovers
De volgende drager van de titel is George, zoon van George I. Diens zoon Frederik krijgt de titel na de troonsbestijging van zijn vader, maar overlijdt voordat hij koning kan worden. Vervolgens wordt de titel gedragen door de latere koningen George III en George IV.

## De laatste prinsen
Charles, was de "langstzittende" prins ooit, in totaal 64 jaar en 45 dagen. Prins Charles nam de titel langstzittende prins van Wales over van de oudste zoon van koningin Victoria, Edward (59 jaar en 46 dagen). Na diens troonsbestijging ging de titel naar George, de tweede zoon, aangezien zijn oudste nog voor zijn troonsbestijging overleed.
Op de derde plaats komt George IV (57 jaar en 164 dagen)
De titel raakte in 1936 vacant toen Edward VIII zelf koning werd en geen zoons had; zijn opvolger George VI had alleen dochters.
Charles werd op 26 juli 1958 prins van Wales, en op 1 juli 1969 door zijn moeder op Caernarfon Castle geïnstalleerd. Speciaal voor deze gelegenheid had hij de Welshe taal geleerd. Hij was de oudste prins van Wales in de geschiedenis. Op 8 september 2022 werd prins Charles koning. Een dag later werd de titel prins van Wales, alsook graaf van Chester, gegeven aan diens zoon prins William.